# 青梅信用金庫
青梅信用金庫（おうめしんようきんこ、英語：THE OME SHINKIN BANK）は、東京都青梅市に本店を置く信用金庫である。通称は、あおしん。
東京都多摩地域及び埼玉県所沢市・入間市・狭山市・川越市・飯能市・新座市に店舗網を持っている。埼玉県内では、青木信用金庫も「あおしん」を略称としている。

## 沿革
- 1922年（大正11年）3月6日 - 有限責任青梅町信用組合として設立される[1]。
- 1951年（昭和26年）10月 - 青梅信用金庫に改組する。
- 2018年（平成30年）11月12日 - この日から磁気の影響を受けにくい新しい通帳（Hi-Co通帳）を取扱開始した(Hi-Co通帳に対応していない信用金庫ATMではHi-Co通帳は使えない。) [2]。
- 2019年（平成31年）4月 - 藍沢証券と業務提携[3]。

- 2022年（令和4年）- 東京23区初進出、練馬法人営業部（練馬区）と杉並法人営業部（杉並区）を統合し阿佐ヶ谷支店を杉並区に開設。

## 店舗
東京都青梅市に本店を置き、支店は東京都多摩エリア（JR中央本線・青梅線・五日市線・八高線・西武拝島線拝島-玉川上水方面・多摩都市モノレール線沿線など）と埼玉県西部エリア（JR八高線・武蔵野線・西武池袋線・西武新宿線狭山市-本川越方面沿線など）にある。

## 関連会社
- 新日本サービス株式会社